# 楊蓁
楊 蓁（よう しん）は清末、中華民国の軍人。滇軍（雲南派）の指揮官の1人で、後に孫文（孫中山）に属した。字は映波、月波。

## 事迹
雲南優級師範学校、雲南陸軍講武堂を卒業し、あわせて中国同盟会に加入した。後に雲南軍で営長などを歴任する。1911年（宣統3年）10月、蔡鍔、唐継尭らが昆明重九起義（雲南辛亥革命）を発動すると、楊蓁もこれに参加した。
1912年（民国元年）5月、楊蓁は雲南軍第2師第7団団長に任ぜられた。1915年（民国4年）12月、護国戦争が勃発すると、護国軍第1軍第1梯団第2支隊長に任ぜられ、四川へ出征した。このとき、楊蓁は第1支隊長鄧泰中と協力して敵軍を撃破し、軍功は顕著であった。1917年（民国6年）、靖国聯軍参謀長に任ぜられ、後に日本へ軍事視察に赴いている。
1920年（民国9年）12月初、楊蓁、鄧泰中、金漢鼎ら雲南軍指揮官は、雲南軍の最高指導者・唐継尭に不満を抱き、秘密裏に集会を開いた。会では兵変の迅速な発動が決定され、あわせて楊は靖国軍第1軍軍長顧品珍に軍を昆明に返すよう勧めた。翌年2月、顧、鄧、楊、金らは兵変を発動する。このときに同じく兵変を起こした葉荃を迎撃していた唐は不意を衝かれ、香港へ逃走した。こうして顧が雲南省の政権を掌握し、楊は第3衛戍司令に任命された。後に雲南軍第3軍混成旅旅長に任ぜられ、さらに北伐滇軍第2路司令も兼任している。しかし、1922年（民国11年）初めに、楊は顧から土匪の呉学顕と秘密裏に結びついていると猜疑され、突然、第2路司令の職から解任された。楊もまた金を猜疑して恨みを抱き、金の暗殺を図る。事前に計画が漏れたために楊は逮捕され、広西省へ追放された。
1922年（民国11年）、楊蓁は孫文から大本営参謀長に任命された。翌年4月4日、陸海軍大元帥府参謀処高級参謀に任ぜられ、同月18日、大元帥府秘書処秘書に転じた。1925年（民国14年）、孫文の命を奉じて、范石生率いる軍に加わり、援桂聯軍第1路総指揮に任命された。
しかし同年6月1日、楊蓁は広西省で暗殺されてしまった。享年37。

## 注
1. ↑  余応彬『黒紅門 滇系軍閥全伝』136頁。
2. 1 2 3  徐友春主編『民国人物大辞典 増訂版』2116頁。
3. 1 2 3 4  『雲南辞典』633頁。
4. 1 2 3  余、144頁。
5. ↑  郭卿友主編『中華民国時期軍政職官志』、433頁。